# Александър Алексиев
Александър Алексиев (на македонска литературна норма: Александар Алексиев) е писател, романист, литературен критик и литературен историк от Република Македония.

## Биография
Роден е в 1929 година в град Кочани. Завършва Философския факултет на Скопския университет. Работи като директор на Радио Скопие, на Архива на Македония и като преподавател по драматични изкуства. Дългогодишен редактор на списанието „Современост“. Член е на Дружеството на писателите на Македония от 1959 година. Носител е на наградите „11 октомври“ и „Войдан Чернодрински“ и „Златно перо“ за преводаческа дейност.
Лежи една година на Голи Оток, за което пише романа си „Деветте круга на пеколот“.
Умира на 23 февруари 2006 година.

## Творчество
- Песни (1955)
- Основоположници на македонската драмска литература (студии, 1972)
- Војдан Чернодрински (монография, 1974)
- Антон Панов (монография, 1974)
- Македонската драмска литература (студии, 1976)
- Македонската драма меѓу двете светски војни (студия, 1976)
- Илинден и македонската драмска литература (студия, 1983)
- Низ литературното минато и сегашноста (студии, 1985)
- Љубов за љубов (монография, 1994)
- Деветте круга на пеколот (роман, 2000)

Редактор на събраните съчинения на:
- Войдан Чернодрински, в пет тома (1975)
- Васил Ильоски, в три тома (1979)